# St. Stefan (Sontheim)

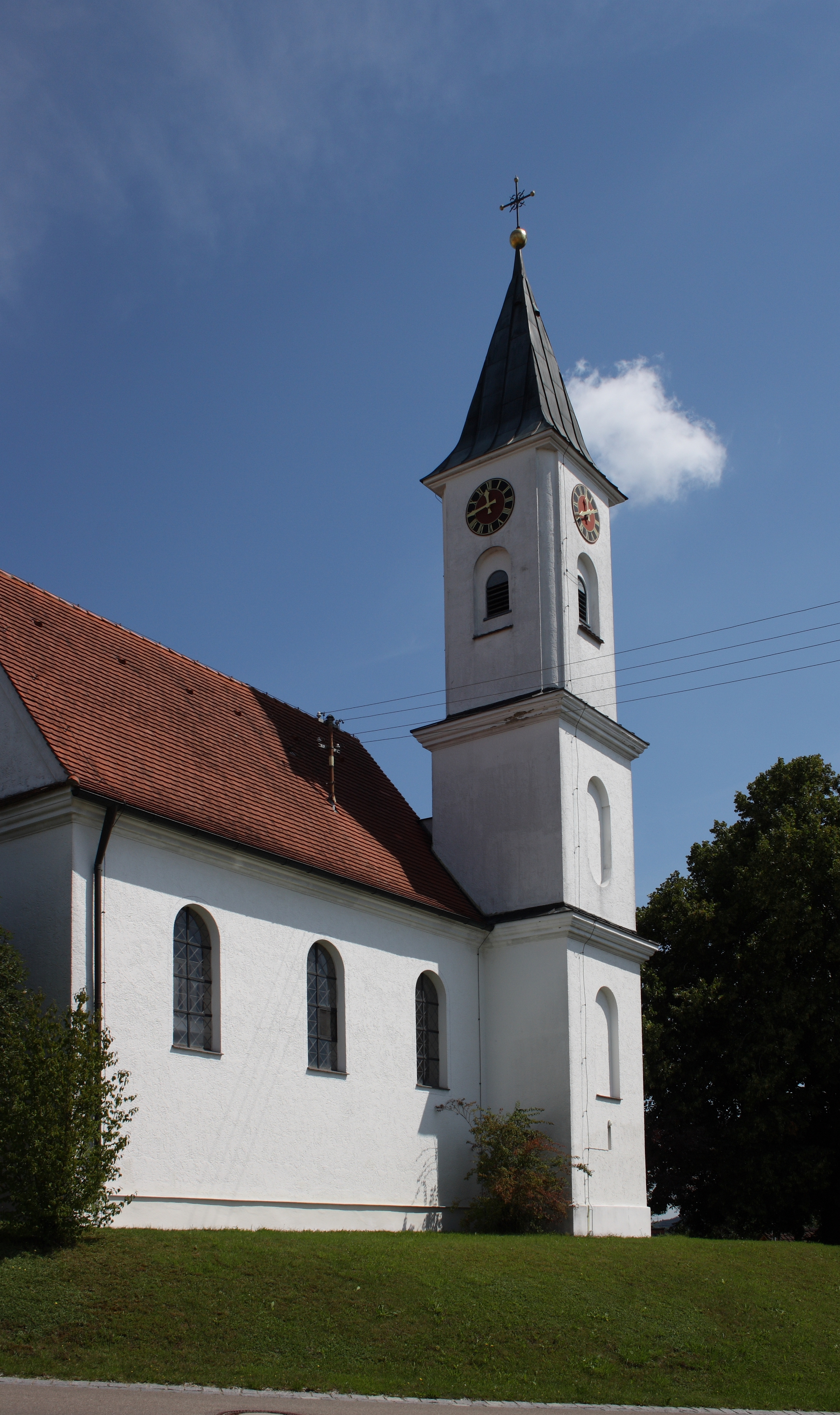
Kirche St. Stefan in Zusamaltheim

Die katholische Filialkirche St. Stefan in Sontheim, einem Gemeindeteil von  Zusamaltheim im schwäbischen Landkreis Dillingen an der Donau in Bayern, wurde in der Mitte des 18. Jahrhunderts errichtet. Die Kirche am Kirchplatz 2 ist ein geschütztes Baudenkmal.

## Geschichte und Architektur
Die dem heiligen Stefan geweihte Kirche wurde 1755 von Ignaz Paulus errichtet. Der flachgedeckte Saalbau besitzt einen eingezogenen, halbrund geschlossenen Chor. Der quadratische Turm im Süden wird von einem Pyramidenhelm gedeckt.

## Ausstattung
Fresken von Matthias Kuen, aus der Entstehungszeit der Kirche, schmücken den Innenraum. Im Chor ist der Disput des heiligen Stephanus mit den Schriftgelehrten dargestellt, im Langhaus sind Szenen aus dem Leben und die Steinigung des Heiligen zu sehen.
Der Hochaltar wurde 1855 von Joseph Rothmiller geschaffen. Die Kanzel wird ebenfalls Rothmiller zugeschrieben. Die Seitenaltäre sind um 1870 entstanden.